# Adatátviteli sebesség
Az információáramlás sebességének mértéke, amely az adatátviteli berendezések által másodpercenként átvitt jelek avagy bitek számát adja meg. Jele Rb (gross bit rate). Mértékegysége a bps (bit per second, bit per szekundum), b/s.
{\displaystyle R_{b}={\frac {h}{t}}\,}
- Rb: adatátviteli sebesség, [Rb] = bit/másodperc = b/s
- h: információmennyiség, [h] = bit = b
- t: idő, [t] = másodperc = s

Az adatátvitel sebességét általában a kbps (ezer bit per second), Mbps (millió bit per second) és Gbps (milliárd bit per second) rövidítésekkel jelzik. A modemek például 14,4; 28,8; 33,6 és 56 kbps sebességgel továbbítják az adatokat a telefonvonalakon keresztül. Ez nagyjából azt jelenti, hogy egy 14,4 kbps sebességű modem egy 50 oldalas, esszé jellegű írást, körülbelül 5 perc alatt, míg egy 2 Gbps adatátviteli sebességgel működő hálózat, az Encyclopedia Britannica teljes szövegét alig egy másodperc alatt továbbítaná. A leglassúbb telefonos kapcsolat is kb. 60 ezer jel átvitelét teszi lehetővé másodpercenként, de nem ritka a 100 millió jel átvitele sem.

## Lásd még
- Áteresztőképesség
- Eszközök sávszélessége
- Bináris prefixum